# 肯尼特河
肯尼特河，位於英格蘭西南部，全長72 km（45 mi），是泰晤士河的一條支流。流域上建有多具水車，為各種前工業和工業活動提供動力。除此之外，肯尼特河近拉姆斯伯里及馬爾伯勒處於17及18世紀亦有釀酒業和皮革業的活動。